# Histoire de l'hypnose
 (juillet 2008).
Si vous disposez d'ouvrages ou d'articles de référence ou si vous connaissez des sites web de qualité traitant du thème abordé ici, merci de compléter l'article en donnant les références utiles à sa vérifiabilité et en les liant à la section « Notes et références ».
Cet article présente un résumé de l'histoire de l'hypnose.
L'hypnose est un état modifié de conscience ainsi que les techniques permettant de créer cet état et les pratiques thérapeutiques utilisées pendant cet état. 

## Origines lointaines
On peut retracer les origines lointaines de la pratique de l'hypnose chez les guérisseurs chamaniques sur les peintures rupestres préhistoriques.
Les Sumériens (-4000) ont décrit sur leurs tablettes des méthodes hypnotiques.
Il semblerait que certains bas-reliefs égyptiens décrivent des « passes » réalisées par un « magnétiseur ». L'énergie serait imagée par des croix ansées partant en direction du patient. Un papyrus trouvé par Georg Ebers contient la phrase « Pose ta main sur la douleur et dis que la douleur s'en aille ». D'autres papyrus (-3000) montrent des miroirs utilisés par des médecins probablement comme inducteur hypnotique pour réaliser des anesthésies ou analgésies.
Les Grecs anciens pratiquaient une médecine par les songes dans le sanctuaire d'Épidaure (culte d'Asclépios).
Jean François Billeter fait un rapprochement entre les textes de Tchouang-Tseu et la transe hypnotique.
La capacité du roi de France à guérir les malades souffrant des écrouelles en les touchant – « miracle royal » – apparaît au XIe siècle sous Philippe Ier.[réf. à confirmer]
Le médecin Avicenne au XIe siècle est probablement le premier à expliciter le concept de suggestion et d'autosuggestion tandis que Paracelse au XVIe siècle est un des premiers à mentionner les fluides et la continuité entre le corps et l'esprit.

## Le magnétisme animal

### Le fluide universel de Franz Anton Mesmer
Il est généralement admis que l'histoire de l'hypnose commence au XVIIIe siècle avec le médecin allemand Franz Anton Mesmer et le magnétisme animal, terme qu'il commence à utiliser à partir de 1773, à la suite d'une polémique avec le père jésuite Maximilian Hell à propos de l'utilisation thérapeutique de plaques aimantées inventées par ce dernier. Mesmer est le premier à avoir « l'ambition de donner une interprétation enfin rationnelle à des phénomènes que l'on peut décrire sous le terme général de « transe » et qui, tels quels, semblent désigner l'irrationnel ou la magie ». Il postule l'existence d'un fluide magnétique universel dont on peut faire une utilisation thérapeutique.
Lors de traitements collectifs autour de son célèbre « baquet » se manifestent des phénomènes contagieux de « crises magnétiques »  au cours desquelles les femmes de la meilleure société perdent leur contrôle, éclatent d'un rire « hystérique », se pâment, sont prises de convulsions... Un témoin décrit une crise en détail : « La respiration était précipitée; elle étendait les deux bras derrière le dos en les tordant fortement, et en penchant le corps en devant; il y a eu un tremblement général de tout le corps; le claquement de dents est devenu si bruyant qu'il pouvait être entendu du dehors; elle s'est mordu la main, et assez fort pour que les dents soient restées marquées ».

### Le somnambulisme provoqué du marquis de Puységur
Armand Marie Jacques de Chastenet de Puységur, marquis de Puységur, commence à pratiquer le magnétisme animal à partir de 1784 pour soigner les maux de ses vassaux dans son domaine de Buzancy dans le Soissonnais. C'est le 4 mai, alors qu'il tente de soulager par le magnétisme un jeune paysan, Victor Race, alors âgé de 24 ans, que Puységur constate, au lieu des convulsions de la crise mesmérienne qu'il attend, que Victor tombe dans un sommeil calme et profond. À son grand étonnement, Victor, bien qu'apparemment endormi, manifeste une activité mentale intense, s'exprime sans son patois et sur des sujets qui excèdent ses préoccupations habituelles.
Alors qu'il reproduit ces expériences les jours suivants, une autre chose étonne le marquis : lors de ses accès que Puységur qualifiera de « somnambulisme provoqué » ou « sommeil magnétique », Victor semble capter ses pensées et ses désirs sans qu'il ait besoin de les formuler. Par ailleurs, lorsqu'il est en transe, Victor aide Puységur à diagnostiquer les maux des autres malades et lui explique la conduite à tenir envers eux. On parlera de « lucidité magnétique » pour qualifier la clairvoyance des somnambules sur leur propre maladie, sur celle des autres et sur les remèdes qui leur conviennent.

### Le pouvoir de l'imagination de l'abbé Faria
En 1784, les deux commissions nommées par Louis XVI pour étudier la pratique du magnétisme animal concluent que l'imagination est la véritable cause des effets attribués au magnétisme et nient l'existence du fluide.
Parmi les successeurs de Mesmer, certains continuent à croire dans l'existence du fluide, tels Puységur ou Deleuze. D'autres, tels l'abbé Faria, le baron Henin de Cuvillers ou le médecin Alexandre Bertrand, rejettent la notion de fluide magnétique et se trouvent à l'origine des théories modernes de l'hypnose.

## Du magnétisme animal à l'hypnose

### Le sommeil nerveux de James Braid
Comme l'a montré Bertrand Méheust, on peut considérer que l'hypnose est une redécouverte de la pratique des magnétiseurs par des médecins, épurée de certains phénomènes jugés occultes et en tant que tels inacceptables par l'académie.
Le premier à réutiliser les techniques du magnétisme animal tout en voulant se démarquer des magnétiseurs est le médecin écossais James Braid. Il commence à s'intéresser au magnétisme animal en 1841, lorsqu'il est le témoin, à Manchester, d'une démonstration du magnétiseur franco-suisse Charles Lafontaine. On attribue souvent et abusivement à Braid l'invention du terme hypnose dans son livre Neurypnologie, Traité du sommeil nerveux ou hypnotisme, qu'il publie en 1843. En réalité, le terme "hypnotisme" avait déjà été utilisé par le baron Etienne Félix d'Henin de Cuvillers en 1819. (Le mot hypnose apparaitra plus tard) Dans son livre, Braid essaie de se différencier des travaux des magnétiseurs « imaginationnistes » tels qu'Alexandre Bertrand et l'abbé Faria. Il remplace leur méthode d'induction visuelle par fixation de l'attention sur la main tendue du magnétiseur par la fixation de l'attention sur un objet brillant.
Braid définit l'hypnotisme comme un « état de sommeil nerveux » dans lequel il est facile de plonger une personne en utilisant l'induction par la fixation sur un objet brillant. Il utilise cette méthode, notamment pour obtenir l'anesthésie lors d'interventions chirurgicales. On rappellera que l’éther en anesthésie ne sera utilisé pour la première fois aux États-Unis qu'en 1842 et en France qu'en 1847. En 1847, il essaie de renommer l'hypnotisme « monoïdéisme », sans succès.

### Ambroise-Auguste Liébeault héritier des imaginationnistes
En France, les travaux de Braid sont traduits, notamment par Joseph-Pierre Durand de Gros, Alfred Velpeau, Eugène Azam et Paul Broca. Le médecin français Ambroise-Auguste Liébeault, qui s'intéresse depuis de nombreuses années au magnétisme, lit les publications de Velpeau et Azam et publie en 1866 Du sommeil et des états analogues considérés surtout du point de vue de l'action du moral sur le physique. Il y fait état de notions théoriques et pratiques largement proches de celles des magnétiseurs du courant imaginationniste tels l'abbé Jose Custodio da Faria, le médecin Alexandre Bertrand et le général François Joseph Noizet.

## L'âge d'or de l'hypnose en France

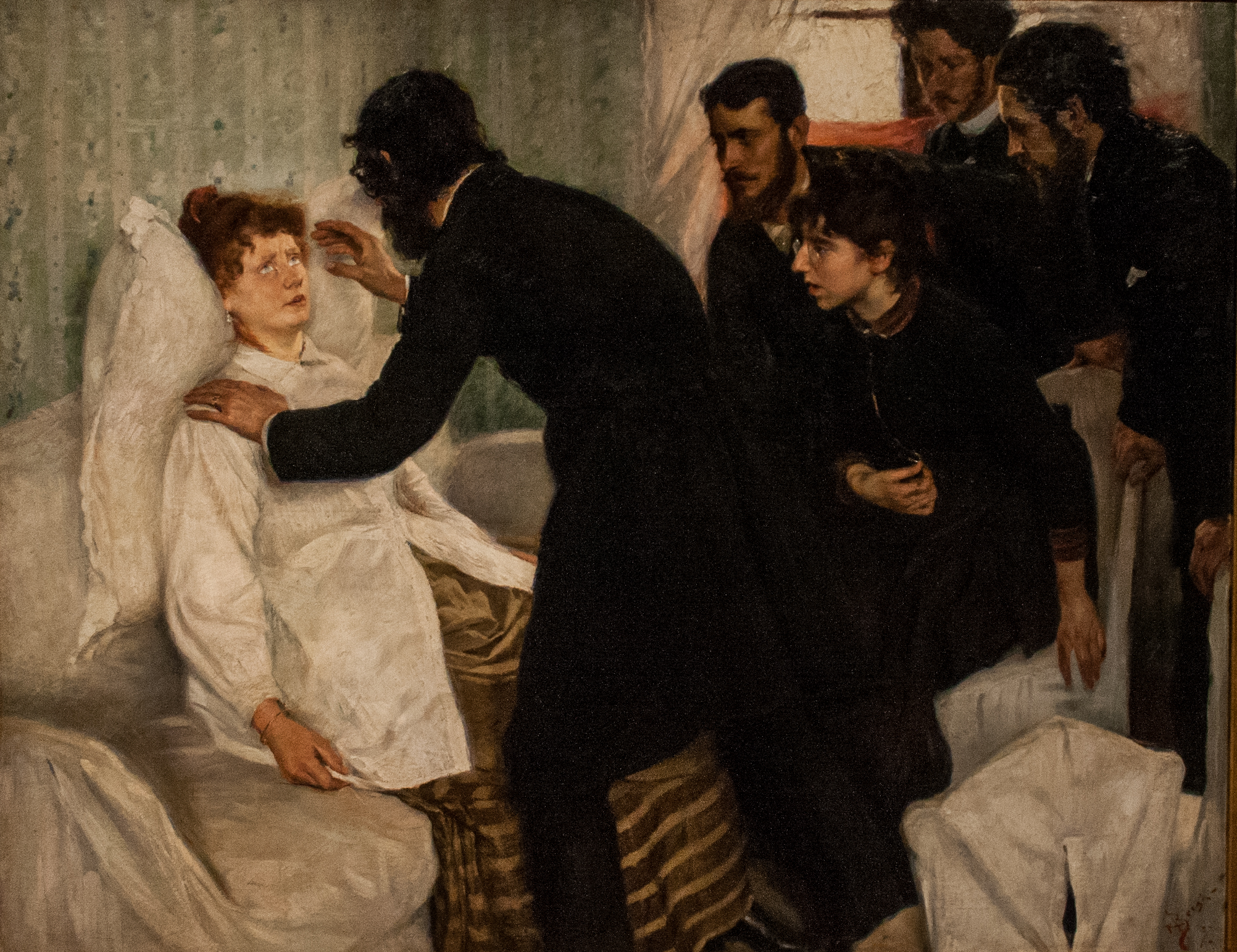
Séance d'hypnose, par Richard Bergh, 1887

L'âge d'or de l'hypnotisme en France, de 1882 à 1892, est marqué par les polémiques entre l'École de la Salpêtrière de Jean-Martin Charcot et l'École de Nancy de Hippolyte Bernheim. Tandis que Charcot l'utilise dans une perspective expérimentale, notamment pour mieux comprendre les paralysies hystériques et les différencier de paralysies dues à des lésions organiques identifiables par la méthode anatomoclinique, Bernheim se concentre sur l'utilisation thérapeutique de l'hypnose, qu'il finit par réduire à la suggestion.

### Charcot: l'hypnose comme pathologie propre à l'hystérie
En 1876, le neurologue Jean-Martin Charcot est membre d'une commission nommée par Claude Bernard pour étudier les expériences de métallothérapie du médecin Victor Burq. En 1878, il commence à étudier l'hypnose sous l'influence de Charles Richet. En 1882, dans son livre Sur les divers états nerveux déterminés par l'hypnotisation chez les hystériques, il réhabilite l'hypnotisme comme sujet d'étude scientifique en la présentant comme un fait somatique pathologique propre à l'hystérie. Dans son livre, Charcot décrit les trois états du grand hypnotisme des malades hystériques qui seront immortalisés par les dessins de son collaborateur Paul Richer:
- La léthargie, obtenue en pressant sur les paupières du sujet, durant laquelle le sujet reste inerte tout en manifestant une "hyperexcitabilité neuromusculaire" (le moindre contact provoque une contracture) ;
- La catalepsie, obtenue en rouvrant les yeux du sujet (ou en faisant résonner un gong), durant laquelle le sujet prend les poses qu'on lui donne et "transfère" à volonté les contractures du côté du corps où l'on applique un aimant ;
- Le somnambulisme, obtenu en frictionnant le sommet du crane du sujet, durant lequel le sujet vous parle et bouge normalement ;
- Le sujet fait preuve d'une amnésie totale au réveil.

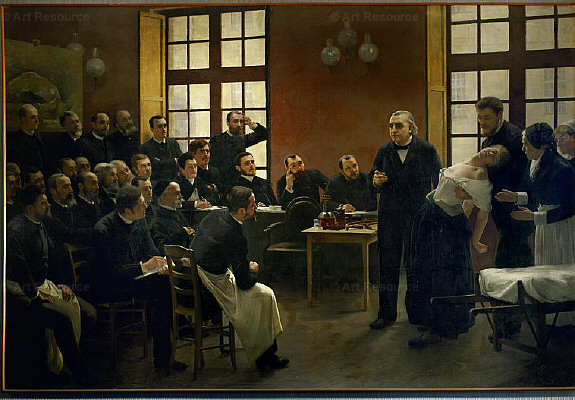
Enseignement de Charcot à la Salpêtrière : le professeur montrant à ses élèves sa plus fidèle patiente, « Blanche » (Marie) Wittman, en crise d'hystérie

Pour Charcot, l'intérêt pour l'hypnose est inséparable de la méthode anatomoclinique, c'est-à-dire de l'identification des altérations anatomiques susceptibles d'expliquer les maladies nerveuses organiques. Il a recours à l'hypnose dans une perspective expérimentale pour démontrer que les paralysies hystériques ne sont pas déterminées par une lésion organique mais par ce qu'il appelle une « lésion dynamique fonctionnelle » qu'il est possible de recréer sous hypnose. Charcot n'utilise en revanche pas l'hypnose dans un cadre thérapeutique, pour tenter de « défaire » des symptômes qu'il avait d'abord provoqués de manière artificielle.
Dans les leçons 18 à 22 des Leçons sur les maladies du système nerveux, portant sur sept cas d'hystérie masculine, Charcot déclare que les symptômes hystériques sont dus à un « choc » traumatique provoquant une dissociation de la conscience et dont le souvenir, du fait même, reste inconscient ou subconscient. Il pose là les bases de la théorie « traumatico-dissociative » des névroses qui sera développée par Pierre Janet, Josef Breuer et Sigmund Freud. Ces derniers, entre 1888 et 1889, entreprennent de « retrouver » sous hypnose les souvenirs traumatiques de leurs patients.
Parmi les collaborateurs de Charcot considérés comme les membres de l'École de la Salpêtrière, on compte notamment Joseph Babinski, Paul Richer, Alfred Binet, Charles Féré, Georges Gilles de La Tourette et Alphonse Dumontpallier.

### Bernheim: l'hypnose comme suggestibilité
Hippolyte Bernheim,  commence à s'intéresser à l'hypnose à la suite de sa rencontre avec le médecin Liébeault en 1882. Il reconnaît ses méthodes et commence à les introduire dans son service d'hôpital universitaire. En 1883, Bernheim effectue des expériences sur les suggestions criminelles avec le juriste Jules Liégeois et le médecin Henri Beaunis. Ces quatre hommes sont les fondateurs de l'École de Nancy.
Bernheim définit l'hypnose comme un simple sommeil produit par la suggestion et susceptible d'applications thérapeutiques. En cela, il s'oppose à la définition de Charcot qui voit en l'hypnose un état pathologique propre aux hystériques. En 1884, Bernheim définit la « suggestion » comme « l'influence provoquée par une idée suggérée et acceptée par le cerveau », puis en 1886 comme « une idée conçue par l'opérateur, saisie par l'hypnotisé et acceptée par son cerveau ». En 1903, Bernheim considère que l'on ne peut pas distinguer l'hypnose de la suggestibilité. Il déclare « la suggestion est née de l'ancien hypnotisme comme la chimie est née de l'alchimie ». Il abandonne progressivement l'hypnose formelle, soutenant que ses effets peuvent tout aussi bien être obtenus à l'état de veille par la suggestion, selon une méthode qu'il désigne du nom de « psychothérapie ». En 1907 il propose le concept d'« idéodynamisme », selon lequel « toute idée suggérée tend à se faire acte ». Pour lui, « il n'y a pas d'hypnotisme, il n'y a que de la suggestibilité ».

### La polémique
Pour l'École de la Salpêtrière, « un individu hypnotisable est souvent un hystérique, soit actuel, soit en puissance, et toujours un névropathe, c'est-à-dire un sujet à antécédents nerveux héréditaires susceptibles d'être développés fréquemment dans le sens de l'hystérie par les manœuvres de l'hypnotisation ».
Charcot prétend décrire des « stigmates » fixes et non simulés chez les hystériques, en utilisant une hypnose elle-même conçue comme un « état » spécifique et objectivable. À quoi Bernheim rétorque qu'on peut tout aussi bien, si on le désire, provoquer artificiellement ces manifestations chez des sujets non hystériques, ou bien encore provoquer chez les hystériques des manifestations tout à fait différentes. Bernheim montre également que l'amnésie post-hypnotique peut être facilement levée.
Les partisans de Charcot, de leur côté, soulignent que Bernheim, en expliquant l'hypnose par la suggestion, n'a en fait rien expliqué des causes du phénomène hypnotique.

### Influences
Parmi les grands praticiens de cette période, qui seront à la fois influencés par les travaux de Charcot et par ceux de Bernheim, on compte notamment le Français Pierre Janet, le Belge Joseph Delbœuf, les Suisses Auguste Forel et Eugen Bleuler, les Allemands Albert Moll, Leopold Löwenfeld et Albert von Schrenck-Notzing, l'Autrichien Richard von Krafft-Ebing, le Russe Vladimir Bechterew, les Américains James Baldwin, Boris Sidis et Morton Prince, le Suédois Otto Wetterstrand et le Hollandais Frederik van Eeden.

## Psychanalyse et hypnose

### Freud et l'hypnose
Sigmund Freud a été durablement impressionné, étant jeune, par le magnétiseur public danois Carl Hansen. 
En 1885, Freud bénéficie d'une bourse de voyage de la faculté de médecine de Vienne et passe quatre mois à la Salpêtrière avec Charcot. En 1886, s'inspirant des travaux de son maître parisien, il donne une conférence à Vienne sur l'hystérie masculine et, en 1887, il devient lui-même praticien de l'hypnose. En 1889, Freud se rend à Nancy avec sa patiente Anna von Lieben (de) pour rencontrer Liébeault et Bernheim, dont il a traduit en allemand le livre De la suggestion & de ses applications à la thérapeutique.
Cette même année, il décide d'appliquer la méthode de Pierre Janet qui est parvenu à guérir des malades de leurs symptômes en retrouvant et désuggérant sous hypnose divers souvenirs traumatiques de leur enfance. Freud passe ensuite à la méthode cathartique de Josef Breuer, utilisant l'hypnose pour faire revivre affectivement à ses patients des événements traumatiques oubliés.
À l'automne 1892, Freud délaisse progressivement l'hypnose proprement dite au profit de la « concentration » à l'état de veille et surtout de la « Druckprozedur » consistant à presser sur le front des patients et à leur demander d'évoquer une idée ou une image. Cette technique, que Freud avait hérité de Hippolyte Bernheim restait une technique de type hypnotique qui avait notamment été utilisée par le magnétiseur danois Carl Hansen.
Abandonnant l'hypnose en 1895, Freud trouve une limite dans son application du fait de la variabilité de la suggestibilité des patients. À la suite de Charcot, il considère que le modèle des patients susceptibles d'être influencés devrait être les hystériques mais que, même pour ces personnes, la technique de suggestion et/ou l'hypnose ne fonctionne pas suffisamment pour fonder un traitement. L'hypnose étant une manipulation du sujet, qui au sortir de l'hypnose ne peut entendre ce qu'il a dit pendant, du fait qu'il se trouve à nouveau confronté à ses résistances, elle est inconciliable avec l'orientation que prendra la psychanalyse par la suite : la parole et la libre association qui permettent au sujet d'avoir une part active dans la pratique et de se confronter à ses blocages.
En 1917, lors de la dix neuvième conférence d'introduction à la psychanalyse, il déclare: « je suis en droit de dire que la psychanalyse proprement dite ne date que du jour où l'on a renoncé à avoir recours à l'hypnose ».

### Ferenczi réintroduit l'hypnose
En dépit de l'interdit freudien, de nombreux psychanalystes ont continué à s'intéresser à l'hypnose et à la pratiquer. Parmi ces derniers, on peut mentionner en particulier Sandor Ferenczi.

### Résurgence de l'hypnose au XXe siècle
Plusieurs éminents psychanalystes ont contribué à une résurgence de l'hypnose au XXe siècle. On compte notamment parmi eux Lawrence Kubie, Léon Chertok ou François Roustang. Les rapports entre hypnose et psychanalyse ont également été étudiés par des philosophes tels Isabelle Stengers, Michel Henry et Mikkel Borch-Jacobsen.

## Psychologie et hypnose
Le père allemand de la psychologie scientifique, Wilhelm Wundt s'est employé à condamner la pratique de l'hypnose dans Hypnotisme et suggestion, publié en 1892, en déclarant que selon lui « hypnotisme et occultisme sont étroitement liés ». Dans ce livre, il déclare également que « les suites fâcheuses que laisse après elle l'habitude de l'hypnose [...] se manifestent dans l'amoindrissement de la résistance nerveuse et morale ». Comme Bernheim, Wundt ramène l'hypnose à la suggestion, qui est, selon lui, « la cause principale, sinon unique, des états hypnotiques ».

## Milton H. Erickson
Une forme moderne de l'hypnose est issue des travaux de Milton Erickson (1901-1980), psychiatre américain, qui a passé une partie de sa vie à étudier l'hypnose et son utilisation en psychothérapie.
Selon ses partisans, ses découvertes ont révolutionné la vision moderne de l'hypnose qui est très éloignée de ce que l'on croyait au début du XXe siècle. L'hypnose ericksonienne réhabilite après tant d'autres (Léon Chertok, Alfonso Caycedo, François Roustang, etc.) l'hypnose abandonnée par Freud. Comme les formes traditionnelles de l'hypnose, quoique avec des difficultés méthodologiques particulières, elle permet  des recherches scientifiques, notamment avec l'aide des récentes évolutions en imagerie médicale (IRMf et PetScan), qui a pu montrer que l'hypnose est bien un état spécifique. 
Dans les années 1980 de nouvelles pratiques thérapeutiques utilisant l'hypnose voient le jour, dont la « Nouvelle Hypnose » (terme inventé par le sexothérapeute Daniel Araoz en 1979), la Programmation neuro-linguistique (PNL) et les thérapies brèves, inspirées en partie des travaux de Milton Erickson. Ainsi, chaque école tend à particulariser puis déployer tel aspect de la pratique complexe d'Erickson. Selon les partisans de la PNL, par exemple, l'accès facilité à l'inconscient permet de mieux comprendre le fonctionnement de l'esprit et ouvre des perspectives thérapeutiques nouvelles.
L'hypnose éricksonnienne connait un développement de plus en plus important en France. Et ce n'est peut-être pas un hasard si c'est dans ce pays même (après avoir été travaillée par Mesmer, Puységur, Charcot, etc.) qu'elle retrouve un élan et une créativité féconde (cf François Roustang), à la fois ouverte aux innovations (PNL, thérapie brève, TCC, etc.) et refusant les réductions théoriques ou techniques. En cela, elle reste fidèle à la position d'Erickson qui refusait de faire de la théorie.
Depuis plusieurs années de nombreuses écoles en France proposent des formations à l'hypnose thérapeutique ou médicale, notamment différents instituts Milton Erickson. Des psychologues, des médecins, des psychothérapeutes se forment à l'hypnose qui fait ainsi petit à petit son entrée dans les hôpitaux, comme au centre hospitalier de Seclin ou à l'hôpital d'instruction des armées Percy (Clamart). Au CHU de Liège (Belgique), l'hypnose est utilisée pour faire des opérations de chirurgie sans recours à une anesthésie générale. Cependant, cette pratique, comme d'autres techniques thérapeutiques, n'est encadrée d'aucune législation. Aussi il est important de se renseigner sur les compétences professionnelles du thérapeute qui la propose (lieu et durée de formation notamment).